# De Kuyper Royal Distillers
Pour les articles homonymes, voir De Kuyper.

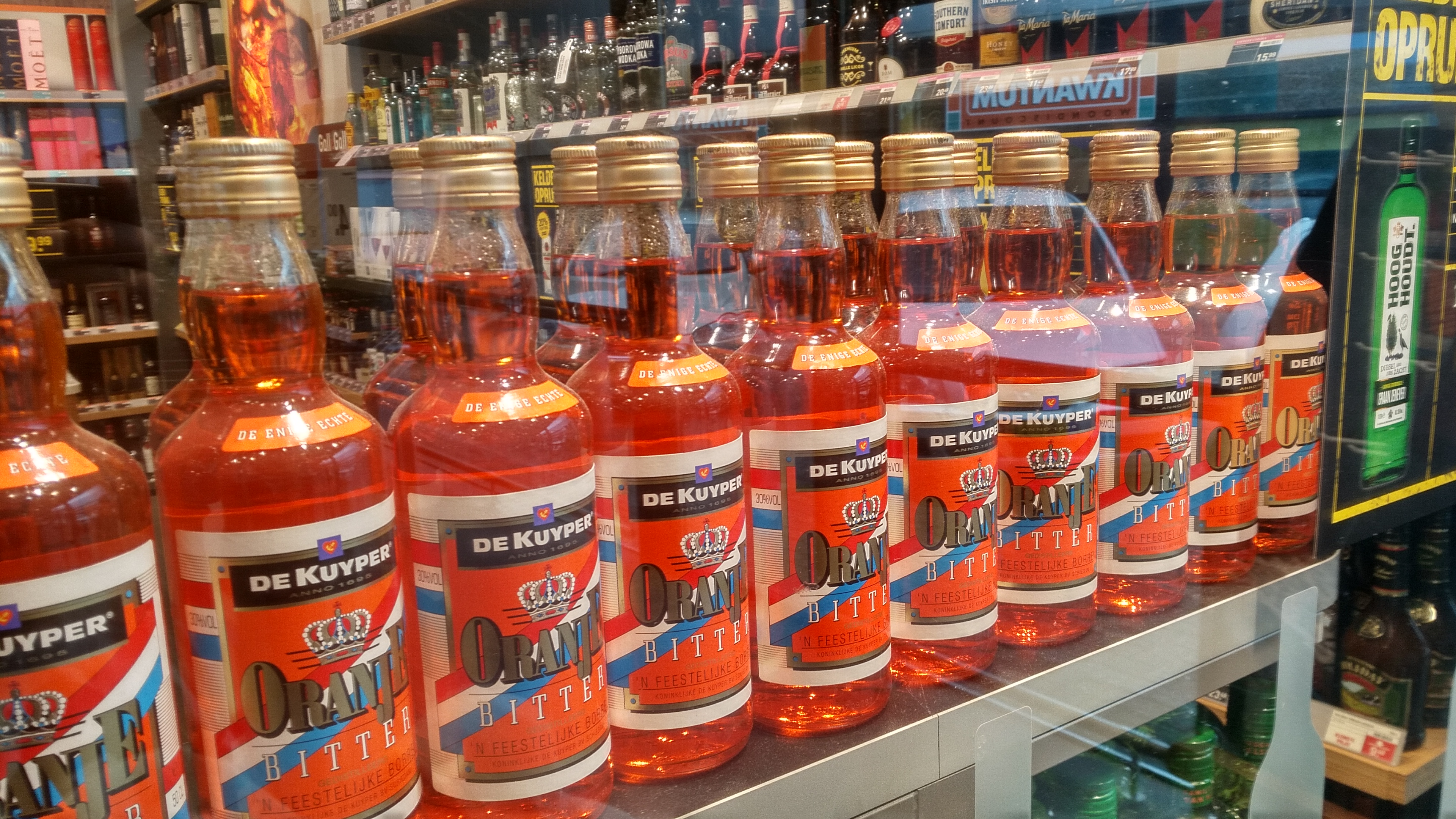
Bouteilles de liqueur de la marque De Kuyper Royal Distillers

De Kuyper Royal Distillers est une société du Pays-Bas qui fabrique et distribue des liqueurs et spiritueux. Elle a été créée en 1695 par Petrus de Kuyper.